# 炭子冲村
炭子冲村，是中华人民共和国湖南省长沙市宁乡县花明楼镇的一个行政村。行政区划代码430124102201。。1898年11月24日，刘少奇出生于该村。村内的刘少奇故居为全国重点文物保护单位。村内有炭子冲小学，刘少奇曾经在此就读。